# كاري سميث (سياسي)
كاري سميث هو سياسي أمريكي، ولد في 8 ديسمبر 1950 في مدينة سولت ليك في الولايات المتحدة. نشط حزبياً في الحزب الجمهوري. وقد انتخب عضو مجلس نواب مونتانا ‏.